# Wendy White
| Posities op de WTA-ranglijst Positie per einde seizoen: \| jaar \| rang enkelspel \| rang dubbelspel \| \| ---- \| -------------- \| --------------- \| \| 1979 \| [5] 39 \| – \| \| 1980 \| [4] 26 \| – \| \| 1981 \| [6] 28 \| – \| \| 1982 \| [7] 35 \| – \| \| 1983 \| 34 \| – \| \| 1984 \| 67 \| [8] 42 \| \| 1985 \| 95 \| [9] 71 \| \| 1986 \| 45 \| 95 \| \| 1987 \| 34 \| 67 \| \| 1988 \| 66 \| 70 \| \| 1989 \| 102 \| 40 \| \| 1990 \| 156 \| 23 \| \| \| \| \| \| 1992 \| 565 \| 200 \| |                |                 |
| jaar | rang enkelspel | rang dubbelspel |
| 1979 | 39             | –               |
| 1980 | 26             | –               |
| 1981 | 28             | –               |
| 1982 | 35             | –               |
| 1983 | 34             | –               |
| 1984 | 67             | 42              |
| 1985 | 95             | 71              |
| 1986 | 45             | 95              |
| 1987 | 34             | 67              |
| 1988 | 66             | 70              |
| 1989 | 102            | 40              |
| 1990 | 156            | 23              |
| |                |                 |
| 1992 | 565            | 200             |

Wendy White (Atlanta, 29 september 1960) is een voormalig tennisspeelster uit de Verenigde Staten. White speelt rechtshandig. Zij was actief in het internationale tennis van 1978 tot in 1992.
Op 12 mei 1990 trad White in het huwelijk met Scott R. Prausa. Daarna schreef zij zich op toernooien in als Wendy White-Prausa of Wendy Prausa.

## Loopbaan

### Vroege jeugd en opleiding
- Bron: Wendy White op de Engelstalige Wikipedia

Toen White acht jaar oud was, leerde zij tennissen op een zomerkamp. Zij werd een vooraanstaand juniorspeelster, zowel in haar geboortestaat Georgia als op nationaal niveau. In 1977 en 1978 was zij, winnend of verliezend, finaliste in meer dan dertig Amerikaanse junior- en amateurkampioenschappen. In 1978 ontving zij een studiebeurs voor het Rollins College. In 1980 werd zij verkozen tot Collegiate Player of the Year door Tennis Magazine. Als tweedejaars (sophomore) van Rollins College won zij in 1980 de enkelspeltitel van het Amerikaanse collegetennis en werd haar de Broderick Award toegekend door Tennis Magazine.

### Enkelspel
White debuteerde in 1978 op het US Open. Zij stond in 1986 voor het eerst in een finale, op het toernooi van Wichita – hier veroverde zij haar enige enkelspeltitel, door landgenote Betsy Nagelsen te verslaan. Nog één keer bereikte zij de finale, op het toernooi van Newport (VS) in 1987 – zij verloor toen van landgenote Pam Shriver. In 1989 won zij tijdens de tweede week van Wimbledon de zogeheten Wimbledon Ladies' Plate – in de finale versloeg zij de Zuid-Afrikaanse Elna Reinach.
Haar beste resultaat op de grandslamtoernooien is het bereiken van de derde ronde, op drie van de vier grandslamtoernooien. Haar hoogste notering op de WTA-ranglijst is de 26e plaats, die zij bereikte in december 1980.

### Dubbelspel
White behaalde in het dubbelspel betere resultaten dan in het enkelspel. Zij debuteerde in 1978 op het US Open, samen met landgenote Kathy Jordan – zij bereikten er meteen de kwartfinale. Zij stond in 1979 voor het eerst in een finale, op het toernooi van San Antonio, weer samen met Kathy Jordan – hier veroverde zij haar eerste titel, door het Amerikaanse koppel Bunny Bruning en Valerie Ziegenfuss te verslaan. In totaal won zij vier WTA-titels, de laatste in 1990 in Oklahoma, samen met landgenote Mary-Lou Daniels.
Haar beste resultaat op de grandslamtoernooien is het bereiken van de kwartfinale, eenmaal op het US Open 1978 (zie haar debuut hierboven) en andermaal op het US Open 1983 (met Bonnie Gadusek aan haar zijde). Haar hoogste notering op de WTA-ranglijst is de 18e plaats, die zij bereikte in september 1990.

#### Gemengd dubbelspel
Haar beste resultaat in deze discipline is het bereiken van de kwartfinale, eenmaal op het US Open 1981 (samen met landgenoot Mike Bauer) en andermaal op Roland Garros 1984 (met Charles Bud Cox aan haar zijde).

## Palmares
| Legenda                |
| ---------------------- |
| Grandslamtoernooi      |
| Olympische Spelen      |
| Year-End Championships |
| Tier I                 |
| Tier II                |
| Tier III               |
| Tier IV & V            |

### WTA-finaleplaatsen enkelspel
| nr.              | finale     | toernooi         | ondergrond | tegenstandster | score         |
| ---------------- | ---------- | ---------------- | ---------- | -------------- | ------------- |
| gewonnen finales |            |                  |            |                |               |
| 1.               | 1986-01-26 | WTA Wichita      | tapijt (i) | Betsy Nagelsen | 6-1, 6-7, 6-2 |
| verloren finales |            |                  |            |                |               |
| 1.               | 1987-07-19 | WTA Newport (VS) | gras       | Pam Shriver    | 2-6, 4-6      |

### WTA-finaleplaatsen vrouwendubbelspel
| nr.              | finale     | toernooi            | ondergrond    | partner          | tegenstandsters                        | score         |
| ---------------- | ---------- | ------------------- | ------------- | ---------------- | -------------------------------------- | ------------- |
| gewonnen finales |            |                     |               |                  |                                        |               |
| 1.               | 1979-01-14 | WTA San Antonio     |               | Kathy Jordan     | Bunny Bruning Valerie Ziegenfuss       | 6-2, 6-2      |
| 2.               | 1981-10-18 | WTA Deerfield Beach | hardcourt     | Mary-Lou Piatek  | Pam Shriver Paula Smith                | 6-1, 3-6, 7-5 |
| 3.               | 1983-11-13 | WTA Deerfield Beach | hardcourt     | Bonnie Gadusek   | Pam Casale Mary-Lou Piatek             | 6-1, 3-6, 6-3 |
| 4.               | 1990-02-25 | WTA Oklahoma        | hardcourt (i) | Mary-Lou Daniels | Manon Bollegraf Lise Gregory           | 7-5, 6-2      |
| verloren finales |            |                     |               |                  |                                        |               |
| 1.               | 1980-12-21 | WTA Tucson          | tapijt (i)    | Mary-Lou Piatek  | Leslie Allen Barbara Potter            | 6-7, 0-6      |
| 2.               | 1982-10-17 | WTA Tampa           | hardcourt     | Mary-Lou Piatek  | Ann Kiyomura Paula Smith               | 2-6, 4-6      |
| 3.               | 1983-10-16 | WTA Tarpon Springs  | hardcourt     | Bonnie Gadusek   | Martina Navrátilová Pam Shriver        | 0-6, 1-6      |
| 4.               | 1984-10-14 | WTA Tarpon Springs  | hardcourt     | Mary-Lou Piatek  | Carling Bassett Elizabeth Smylie       | 4-6, 3-6      |
| 5.               | 1985-03-03 | WTA Hershey         | tapijt (i)    | Lea Antonoplis   | Mary-Lou Piatek Robin White            | 4-6, 6-7      |
| 6.               | 1987-02-08 | WTA Wichita         | tapijt (i)    | Barbara Potter   | Svetlana Parchomenko Larisa Savtsjenko | 2-6, 4-6      |
| 7.               | 1989-04-09 | WTA Hilton Head     | gravel        | Mary-Lou Daniels | Hana Mandlíková Martina Navrátilová    | 4-6, 1-6      |
| 8.               | 1990-02-11 | WTA Wichita         | hardcourt (i) | Mary-Lou Daniels | Manon Bollegraf Meredith McGrath       | 0-6, 2-6      |
| 9.               | 1990-08-12 | WTA Albuquerque     | hardcourt     | Mareen Louie     | Meredith McGrath Anne Smith            | 6-7, 4-6      |

## Resultaten grandslamtoernooien
| Legenda | Legenda                          |
| ------- | -------------------------------- |
| g.t.    | geen toernooi gehouden           |
| l.c.    | lagere categorie                 |
| –       | niet deelgenomen                 |
| G       | uitgeschakeld in de groepsfase   |
| 1R      | uitgeschakeld in de eerste ronde |
| 2R      | uitgeschakeld in de tweede ronde |
| 3R      | uitgeschakeld in de derde ronde  |
| 4R      | uitgeschakeld in de vierde ronde |
| KF      | uitgeschakeld in de kwartfinale  |
| HF      | uitgeschakeld in de halve finale |
| F       | de finale verloren               |
| W       | het toernooi gewonnen            |
| w-v     | winst/verlies-balans             |

### Enkelspel
| toernooi        | 1978 | 1979 | 1980 | 1981 | 1982 | 1983 | 1984 | 1985 | 1986 | 1987 | 1988 | 1989 | 1990 |
| --------------- | ---- | ---- | ---- | ---- | ---- | ---- | ---- | ---- | ---- | ---- | ---- | ---- | ---- |
| Australian Open | –    | –    | –    | –    | 2R   | –    | 1R   | –    | g.t. | –    | –    | –    | –    |
| Roland Garros   | –    | –    | –    | 2R   | –    | 3R   | 2R   | 1R   | –    | –    | –    | –    | –    |
| Wimbledon       | –    | 3R   | 2R   | 3R   | 2R   | 3R   | 2R   | 3R   | 2R   | 2R   | 1R   | 1R   | 1R   |
| US Open         | 2R   | 3R   | 3R   | 1R   | 3R   | 1R   | 1R   | 1R   | 1R   | 1R   | 1R   | 2R   | 1R   |

### Vrouwendubbelspel
| toernooi        | 1978 | 1979 |    | 1981 | 1982 | 1983 | 1984 | 1985 | 1986 | 1987 | 1988 | 1989 | 1990 |
| --------------- | ---- | ---- | -- | ---- | ---- | ---- | ---- | ---- | ---- | ---- | ---- | ---- | ---- |
| Australian Open | –    | –    | –  | 1R   | –    | 1R   | –    | g.t. | –    | –    | –    | –    |      |
| Roland Garros   | –    | –    | 2R | –    | 2R   | 2R   | 1R   | –    | –    | –    | –    | –    |      |
| Wimbledon       | –    | 1R   | 3R | 3R   | 1R   | 3R   | 2R   | 1R   | 2R   | 2R   | 3R   | 3R   |      |
| US Open         | KF   | 2R   | 3R | 2R   | KF   | 3R   | 1R   | 1R   | 2R   | 1R   | 1R   | 3R   |      |

### Gemengd dubbelspel
| toernooi        | 1981 | 1982 |      | 1984 | 1985 | 1986 | 1987 | 1988 | 1989 | 1990 | w-v |
| --------------- | ---- | ---- | ---- | ---- | ---- | ---- | ---- | ---- | ---- | ---- | --- |
| Australian Open | g.t. | g.t. | g.t. | g.t. | g.t. | –    | –    | –    | –    | 0-0  |     |
| Roland Garros   | –    | –    | KF   | –    | –    | –    | –    | –    | –    | 1-1  |     |
| Wimbledon       | 3R   | 3R   | 2R   | 1R   | 1R   | 1R   | 1R   | 2R   | –    | 3-8  |     |
| US Open         | KF   | 1R   | 1R   | –    | –    | –    | –    | –    | 1R   | 2-4  |     |